# 論題
論題指的是作者對自己撰寫的论文、研究报告等文章的主要观点或主张的简明性总结。它通常用一句话就能表达，并且作者還會在文章的其他地方反覆提到論題。
有两种类型的論題：直接和间接。间接論題不直接點出主張和緣由，而直接論題會直接说明主張。如果有人写道："我爱纽约有三个原因"，那么他爱纽约這一事实就是文章主题，而 "三个原因 "则是一种间接的論題。論文會在具體段落提到三个原因。如果一个人写道："我爱纽约，因为这里有食物、爵士俱乐部和百老汇演出"，这是一个直接的論題，因為它直接告诉了读者作者的主張，並且暗示文章每个段落可能要闡述的內容。